# 21629 Siperstein
21629 Siperstein è un asteroide della fascia principale. Scoperto nel 1999, presenta un'orbita caratterizzata da un semiasse maggiore pari a 2,1926345 UA e da un'eccentricità di 0,0302599, inclinata di 1,20377° rispetto all'eclittica.